# 海商王2
《海商王2》是Ascaron Entertainment公司2004年开发的一款融入了战略战斗元素的模拟经营游戏，是《海商王》的续集。其背景设定在16和17世纪殖民时期的加勒比海。玩家需要周旋在英国、法国、西班牙、荷兰四股殖民势力之间，组建船队进行贸易、战斗或是去完成各种任务，还可以在各港口修建生产设施和住宅，甚至还可以拥有自己的城镇。但无论如何动作，最终目的都是获取收入并赚取利润，最终成为加勒比海富可敌国的大亨。

## 游戏简介
游戏分为关卡场景和自由模式。在开放的自由模式下，游戏并无强制通关条件。玩家可以选择自己喜欢的玩法（商人、私掠者或是两者结合）并一直继续下去。玩家可以雇用并控制一定数量的船长（取决于玩家的等级，而等级取决于财产），船长的数量又决定了玩家可以组建的船队数量。

### 贸易和生产
游戏中可供贸易的货物包括：
- 必需品：谷物、水果、木材、砖
- 原料：麻、糖、玉米、棉花
- 加工品：船用缆绳、兰姆酒、肉、服装
- 殖民地特产：可可、咖啡、染料、烟草
- 进口货物：香料、金属制品、葡萄酒

其中进口货物无法生产，只能由船队自欧洲运来。城镇居民每天都要消耗一定的必需品、加工品、殖民地特产和进口货物。生产加工品则需要消耗相应的原料（生产船用缆绳需消耗麻，生产兰姆酒需消耗糖，生产肉需消耗玉米，生产服装需消耗棉花），生产殖民地特产则需要消耗金属制品。
游戏大地图设定在加勒比海地区。除了玩家的自治港外，城镇共分为大总督城镇、地方总督城镇和普通殖民城镇三种，分属英、法、西、荷四个国家。有总督驻扎的城镇一般来说产业相对发达，可以生产加工品，其造船厂亦可制造船只，而普通城镇的船厂只能修理，且无法生产加工品只能生产其他初级产品。每个国家都会定期由欧洲派遣运输船队前往有总督驻扎的城镇，运来香料、金属制品、葡萄酒和移民，并运走殖民地特产。
虽然单单依靠买卖电脑商人生产的产品也能赚钱，但这不是长久之计，也无法获得很高的收入。要成为商业大亨，玩家必须想方设法取得各城镇的建筑许可证（游戏开始时，玩家只拥有初始城镇的建筑许可证）。有了建筑许可证，才能在城镇里建设各种设施，并生产各种产品。一般来说，要获得某个城镇的建筑许可证，需要将在该城的贸易记录提升至100%。要达到这个目标有很多种方法，比如通过贸易提供该城镇急需的货物，也可以直接捐献资金帮助城镇加强防御或捐给教堂，等等。
此外，只要船长等级达标，玩家还可以给相应船队设定贸易路线。贸易路线可以自动控制该船队所访问的城镇、路线和买卖的货物而无需人为干预。

### 战斗
《海商王2》虽是经营游戏，但也含有不少战斗元素，战斗分为陆战、海战和单挑格斗。在一支船队中，不是所有船只都可以参战的。只有被设定为战斗舰只的船才能参战。一支船队最多可有十艘船，而战斗舰只最多只能设定五只。玩家可以利用这种功能为船队里的各种船只设定分工。速度快火力强的船只担任战斗护卫任务，其他船只则负责运输货物。海战时，玩家每次只能控制一艘战斗舰只上战场，而敌方则是所有战斗舰只一齐出动。一旦所有战斗舰只被打败，剩下的船就会直接投降。从海上攻打敌方城镇或海盗巢穴时，还需要摧毁岸上炮台。
战斗也可以成为收入的来源之一。在加勒比海，英、法、西、荷几个国家之间经常发生战争。玩家可以帮助其中某个或某些国家去打击另外的国家。注意，拥有私掠许可证才可以获得“合法”攻击敌对国家的授权。该证可以去向某个国家的地方总督申请。例如，西班牙和英国正处于战争状态，则玩家就可以向英国申请针对西班牙的私掠许可证，或向西班牙申请针对英国的私掠许可证。有了许可证，就可以攻击敌对国家的船队和城镇。每次战斗后，玩家和所效忠国家的关系会提升，而和被攻击国的关系下降。如果没有私掠许可证，随意打击任何国家的船队，会对玩家和所有国家的关系造成极大的负面影响。若某个国家和玩家的关系下降到一定程度，就会禁止玩家船队靠港，派遣海军舰队攻击玩家，甚至没收玩家在该国的产业。
当某两个互相敌对的国家军事力量对比存在差距时（军事力量取决于该国战舰队和城镇的比例，当战舰队数量大大少于城镇数时，该国就处于弱小状态）。玩家可以在强大国家的大总督处接到攻占弱小国家城镇的任务（不接任务就只能掠夺，不能占领）。当玩家帮助某个国家夺取足够的城镇后，该国的大总督就会给予玩家自治港（夺取八个城镇才得到一座完整的自治港）。

### 任务和其他
玩家还可以在各国地方总督处，或各个港口的酒馆接到各种各样的任务，完成后就能得到不少奖励。寻宝和解谜也是该游戏的一大亮点，宝藏和谜题的线索会不断的在游戏中出现，循着这些线索发掘玩家就可以获得不小的惊喜。
历史上有名的海盗都可能会出现在游戏中，他们有自己的巢穴和船队，不停地攻击商船队（包括玩家的船队）。消灭海盗巢穴可以得到大量的金钱和名声（可改善和所有国家的关系）。此外著名的西班牙珍宝船队也会定期出现。